# Franciszek Węgleński (minister)
Franciszek Szreniawa-Węgleński (ur. w 1766, zm. 10 maja 1820 roku) – polski ziemianin, adwokat, minister sprawiedliwości w Radzie Administracyjnej Królestwa Kongresowego.

## Życiorys
Studiował prawo na Akademii Zamojskiej. Był członkiem palestry lubelskiej, a następnie był wziętym adwokatem lwowskim. „Należał do najzdolniejszych adwokatów, gładki był w obejściu, dowcipny, wesoły, wszędzie, nawet do cesarza trafić umiejący, więc też wkrótce doszedł do wielkiego majątku”.
Był masonem, członkiem loży „Doskonała równość”, z której wyszło lwowskie „Towarzystwo patryotycznych polityków" (w którego kierownictwie był Węgleński), którego organem stał się Dziennik Patriotycznych Polityków.
W grudniu 1792 roku wszedł we Lwowie w skład komitetu ds. zebrania środków w celu ufundowania korpusu ochotników na pograniczu Wołynia dla obrony Rzeczypospolitej. W 1809 roku przeniósł się do Warszawy, wstąpił w służbę Księstwa Warszawskiego, był komisarzem rządowym „do urządzenia powracających departamentów w Galicji”, następnie sędzią najwyższej instancji.
W 1818 roku był już senatorem-kasztelanem, a w roku 1819 objął po Walentym Sobolewskim tekę ministerstwa sprawiedliwości w Radzie Administracyjnej Królestwa Kongresowego, „zostawiając na tym stanowisku po sobie pamięć człowieka uczciwego i energicznego, podczas gdy we Lwowie długo jeszcze opowiadano kawały, na jakie brał sędziów i sądownictwo austriackie, o ile mu chodziło o wygranie jakiejś sprawy”.
Odznaczony Orderem Świętego Stanisława I klasy w 1820 roku i II klasy w 1818 roku.
Zmarł w 1820 roku. Został pochowany na cmentarzu Kapucynów w Warszawie.

## Życie rodzinne
Bratem Franciszka był Jan Węgleński – minister skarbu za Księstwa Warszawskiego i Królestwa Polskiego.
Franciszek Węgleński kupił pod Lwowem majątek, wybudował w nim pałacyk, „urządził prawdziwe tusculum, (...) nazwał Pohulanką i hulał tam razem z całym Iwowskim towarzystwem do upadłego”. W 1820 roku Pohulankę odwiedził i opisywał Julian Ursyn Niemcewicz.